# Portal de San Antonio (Tarragona)

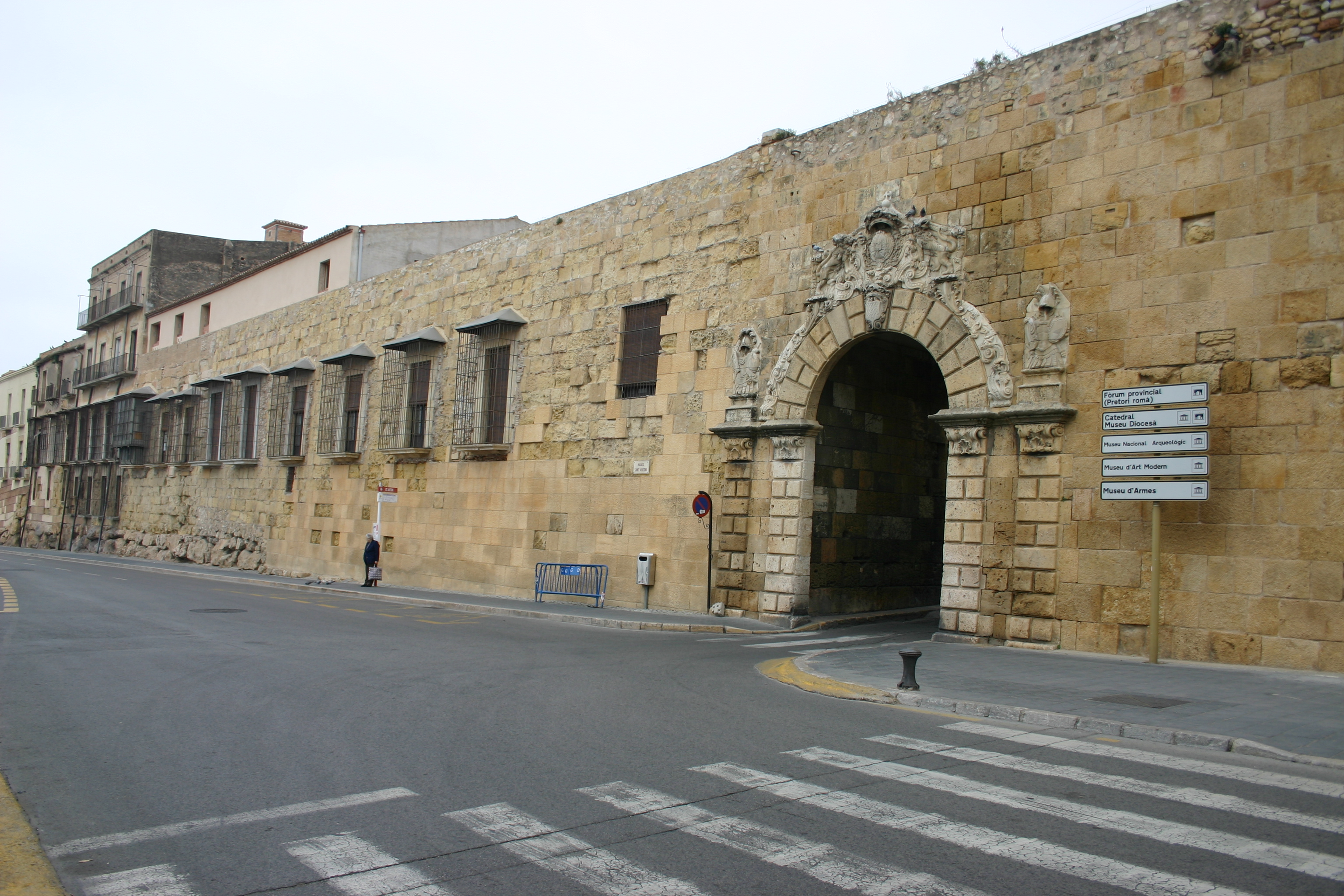
Vista de la muralla.

El portal de San Antonio es una de las puertas de la muralla de Tarragona que todavía se conservan y la mayor de ellas. La puerta actual no es de origen romano, sino que fue construida en piedra de la Savinosa con aplicaciones de mármol en 1737 en estilo barroco.
Sobre el arco de medio punto, se ve el escudo de Felipe V, flanqueado por leones. En la clave del arco, está el escudo de Tarragona. A los lados hay dos pilastras con trofeos militares al estilo romano. Inscrito en el portal puede leerse:

ESTA OBRA SE HIZO REINANDO... MONA... EL.... —y— SIENDO GOVERNADOR DESTA PLAZA DON JUAN DE PRADO AÑO 1737.

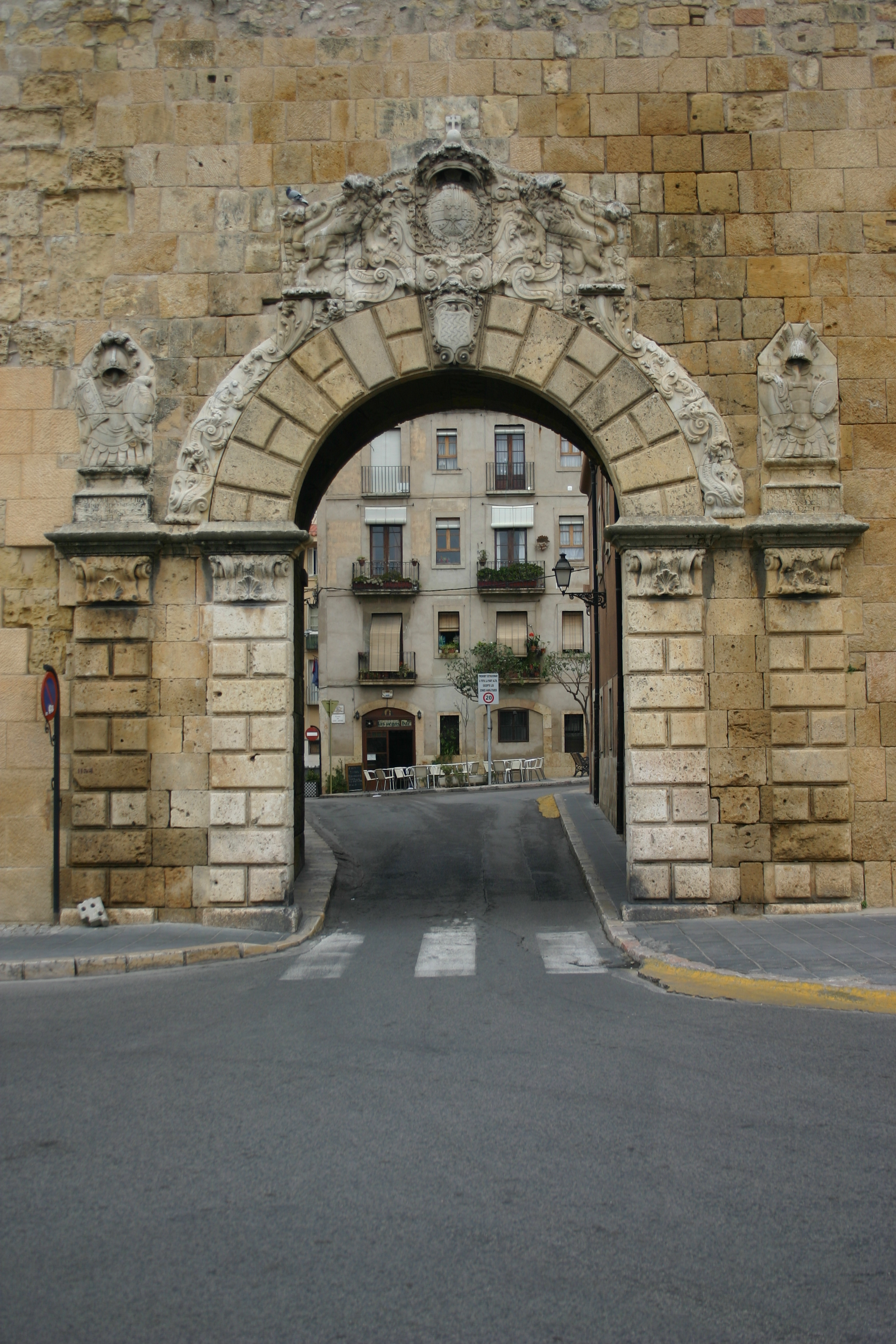
El arco
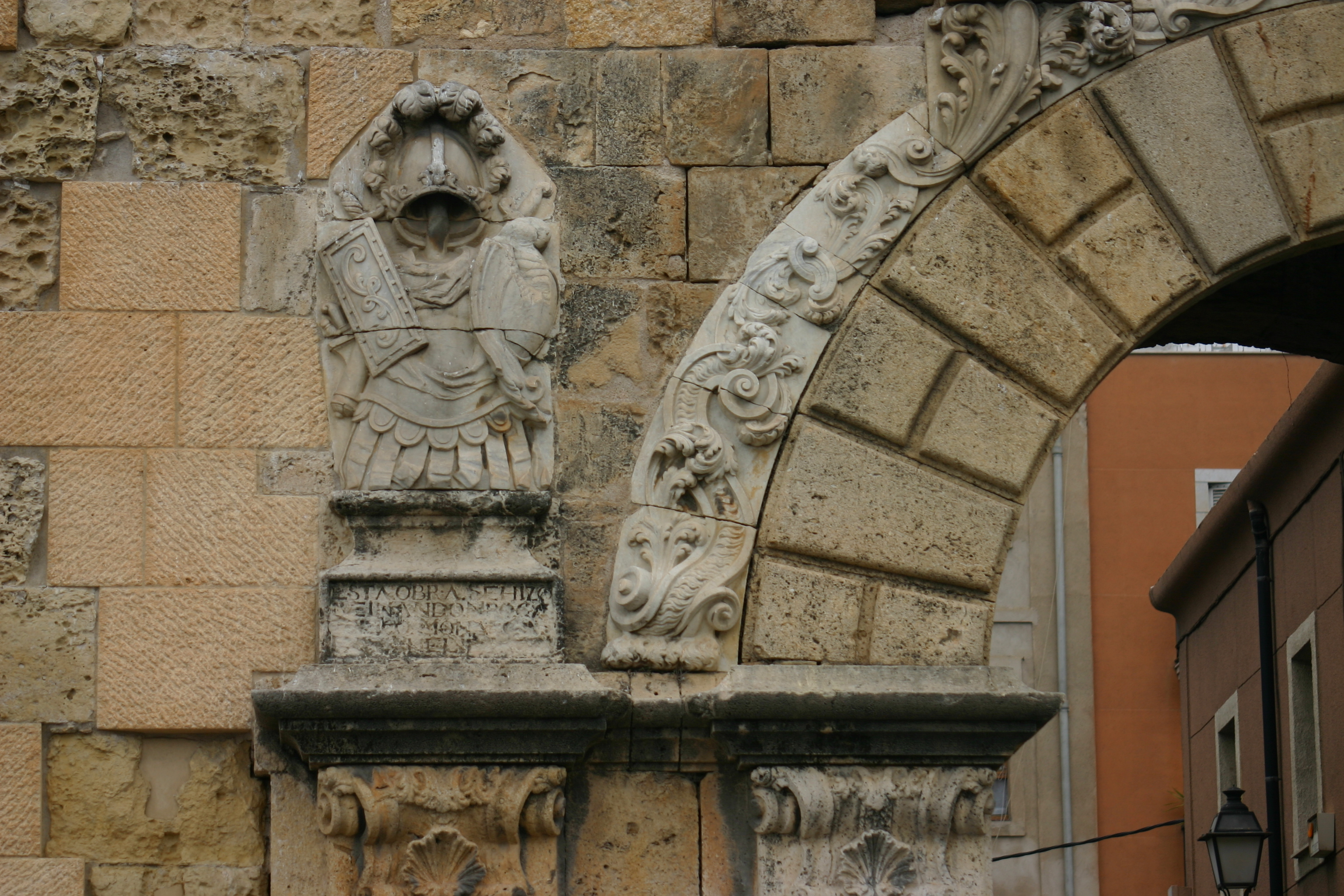
Parte izquierda
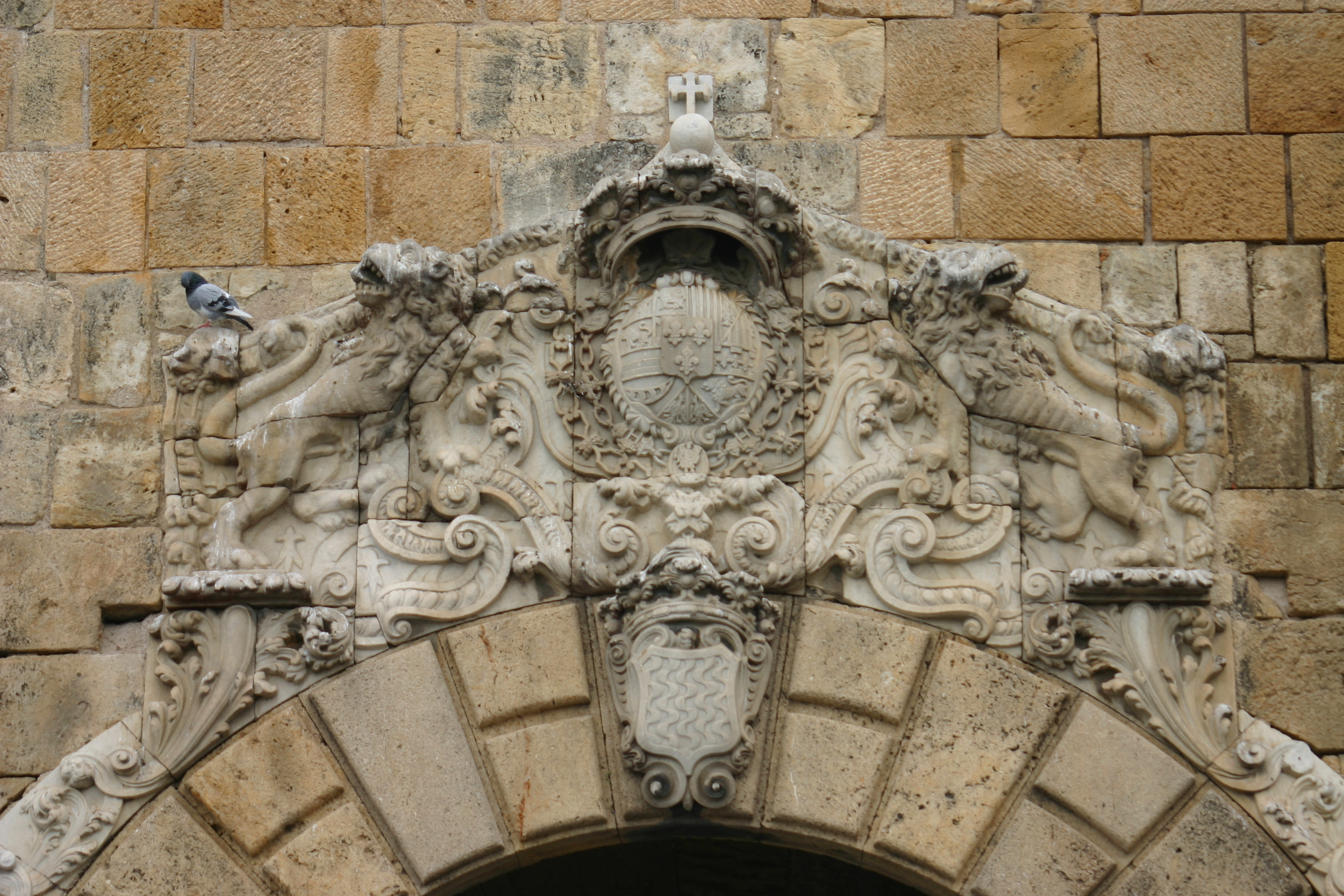
Parte central
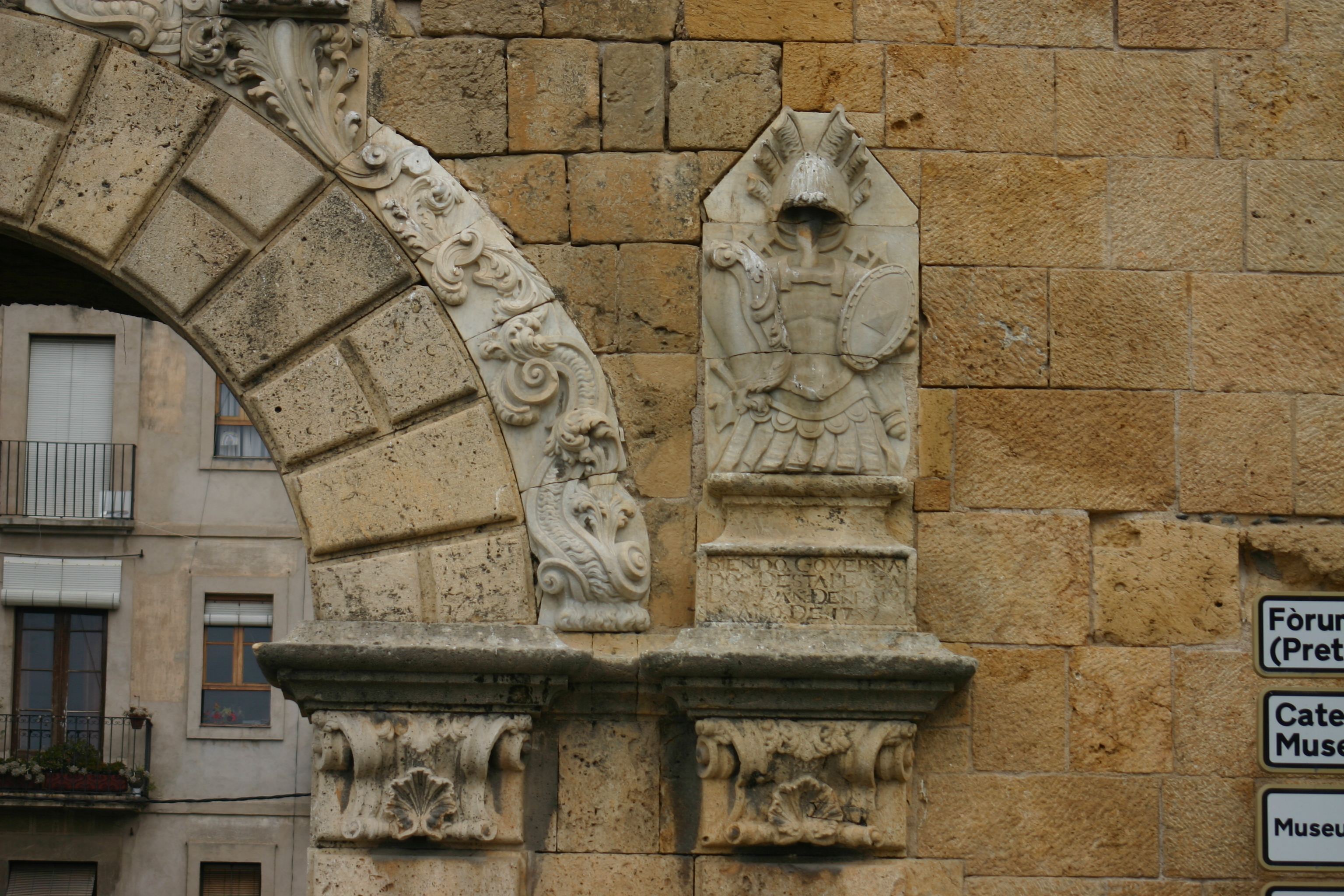
Parte derecha